# Dino Ferrari
Dino Ferrari, właściwie Alfredo Ferrari, (ur. 19 stycznia 1932 w Modenie, zm. 30 czerwca 1956 tamże) – pierwszy syn Enza Ferrariego. Miał przyrodniego brata Piera.
Od najmłodszych lat Enzo wychowywał Dina na swojego następcę i wysyłał go do najlepszych szkół w Europie. Dino studiował w Szwajcarii. W 1955 zdiagnozowano u niego chorobę genetyczną – dystrofię mięśniową Duchenne’a. Zmarł rok później, w wieku 24 lat.
Jego imieniem nazwano tor Autodromo Enzo e Dino Ferrari i samochód Ferrari Dino.